# Пейдж (округ, Айова)
Шаблон:StateAbbr_ 40°44′17″ пн. ш. 95°08′53″ зх. д. / 40.738055555556° пн. ш. 95.148055555556° зх. д.
Округ Пейдж (англ. Page County) — округ (графство) у штаті Айова, США. Ідентифікатор округу 19145.

## Історія
Округ утворений 1847 року.

## Демографія
За даними перепису
2000 року
загальне населення округу становило 16976 осіб, зокрема міського населення було 11110, а сільського — 5866.
Серед мешканців округу чоловіків було 8603, а жінок — 8373. В окрузі було 6708 домогосподарств, 4459 родин, які мешкали в 7302 будинках.
Середній розмір родини становив 2,87.
Віковий розподіл населення поданий у таблиці:
| Стать    | До 15 років | 15-21 | 22-29 | 30-39 | 40-49 | 50-65 | 65-85 | Понад 85 |
| -------- | ----------- | ----- | ----- | ----- | ----- | ----- | ----- | -------- |
| Чоловіки | 1550        | 907   | 916   | 1210  | 1337  | 1335  | 1199  | 149      |
| Жінки    | 1544        | 703   | 667   | 932   | 1237  | 1274  | 1639  | 377      |

## Суміжні округи
- Монтгомері — північ
- Тейлор — схід
- Нодавей, Міссурі — південний схід
- Атчісон, Міссурі — південний захід
- Фремонт — захід

## Виноски
1. ↑  U.S. Decennial Census. United States Census Bureau. Архів оригіналу за 2 серпня 2018. Процитовано 20 липня 2014.
2. ↑  Historical Census Browser. University of Virginia Library. Архів оригіналу за 11 серпня 2012. Процитовано 20 липня 2014.
3. ↑  Population of Counties by Decennial Census: 1900 to 1990. United States Census Bureau. Архів оригіналу за 22 квітня 2014. Процитовано 20 липня 2014.
4. ↑  Census 2000 PHC-T-4. Ranking Tables for Counties: 1990 and 2000 (PDF). United States Census Bureau. Архів оригіналу (PDF) за 18 грудня 2014. Процитовано 20 липня 2014.
5. ↑  State & County QuickFacts. United States Census Bureau. Архів оригіналу за 7 червня 2011. Процитовано 20 липня 2014.(англ.) Наведено за англійською вікіпедією.
6. ↑  American FactFinder. Бюро перепису населення США. Архів оригіналу за 26 лютого 2012. Процитовано 31 січня 2008.

| США | Це незавершена стаття з географії США. Ви можете допомогти проєкту, виправивши або дописавши її. |